# 2019년 AFC 아시안컵 결승전
2019년 AFC 아시안컵 결승전은 AFC 아시안컵의 제17회 대회인 2019년 AFC 아시안컵 우승팀을 결정하기 위한 다가오는 축구 경기이다. 아시안컵은 아시아 축구 연맹의 회원국들의 성인 남자 대표팀들이 참가하는 4년 간격 대회이다. 이 결승전 경기는 아랍에미리트 수도 아부다비 소재 자예드 스포츠 시티 스타디움에서 2019년 2월 1일에 개최되었으며 결승전 참가팀은 일본과  카타르이다.

### 일본

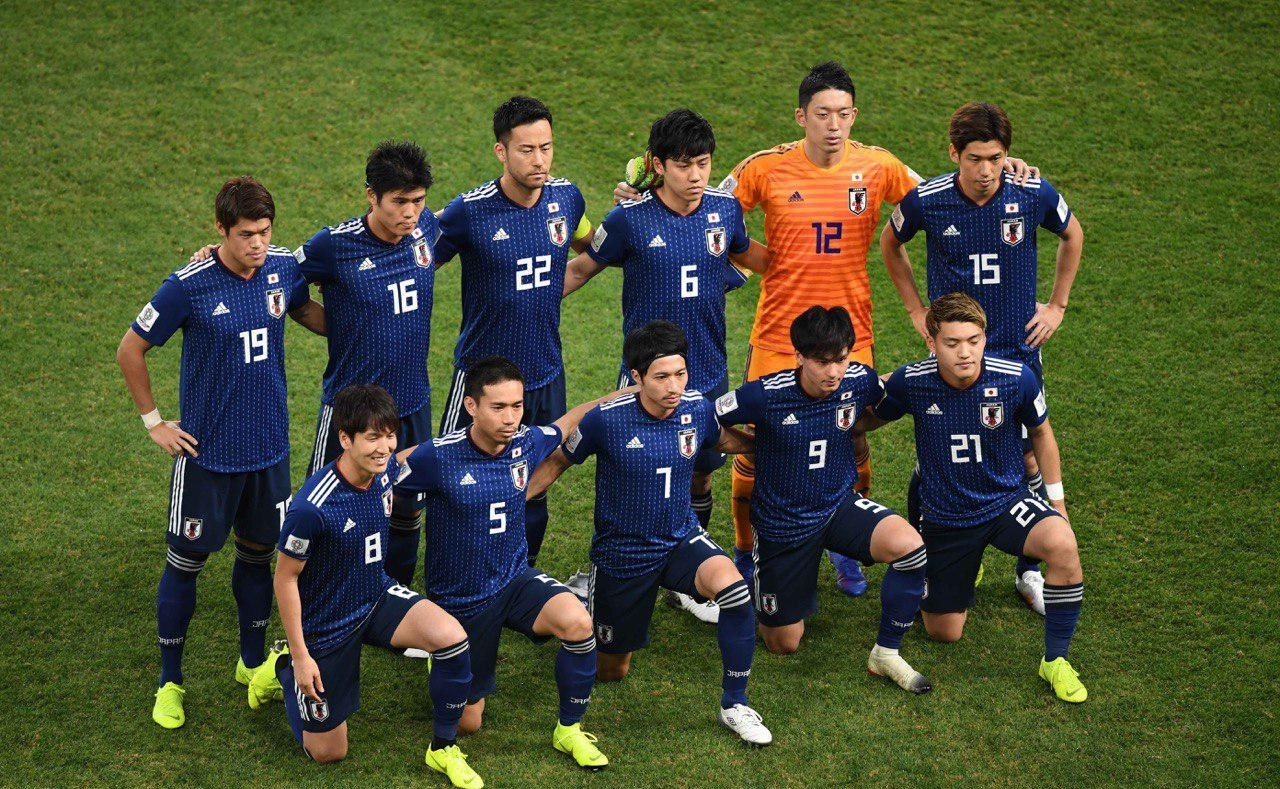
일본의 이란전(준결승) 스타팅 라인업

### 카타르

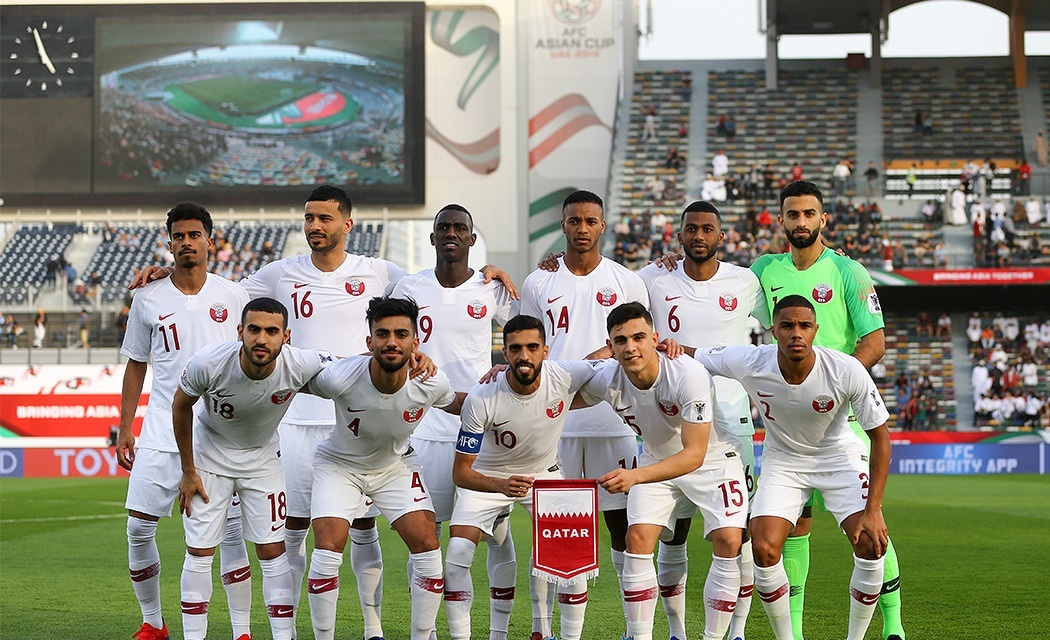
카타르의 한국전(8강) 스타팅 라인업

### 심판 배정

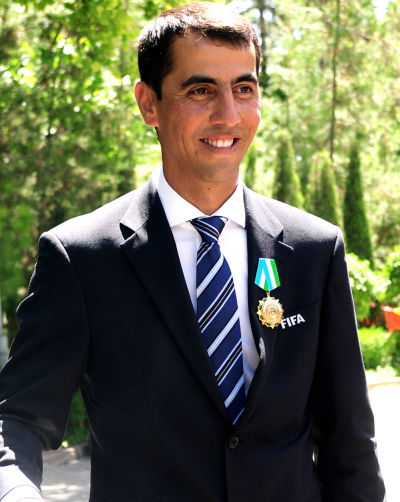
라브샨 이르마토프(Ravshan Irmatov)가 주심을 맡았다.

## 포스트 매치

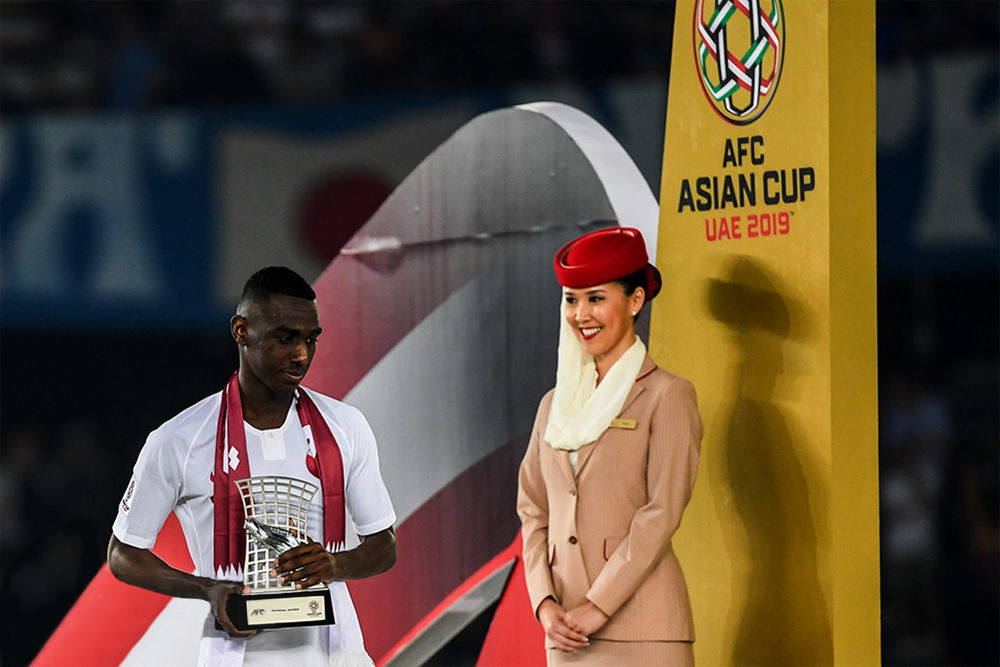
알무이즈 알리(Almoez Ali)가 MVP와 득점왕을 수상했다.

## 경기장

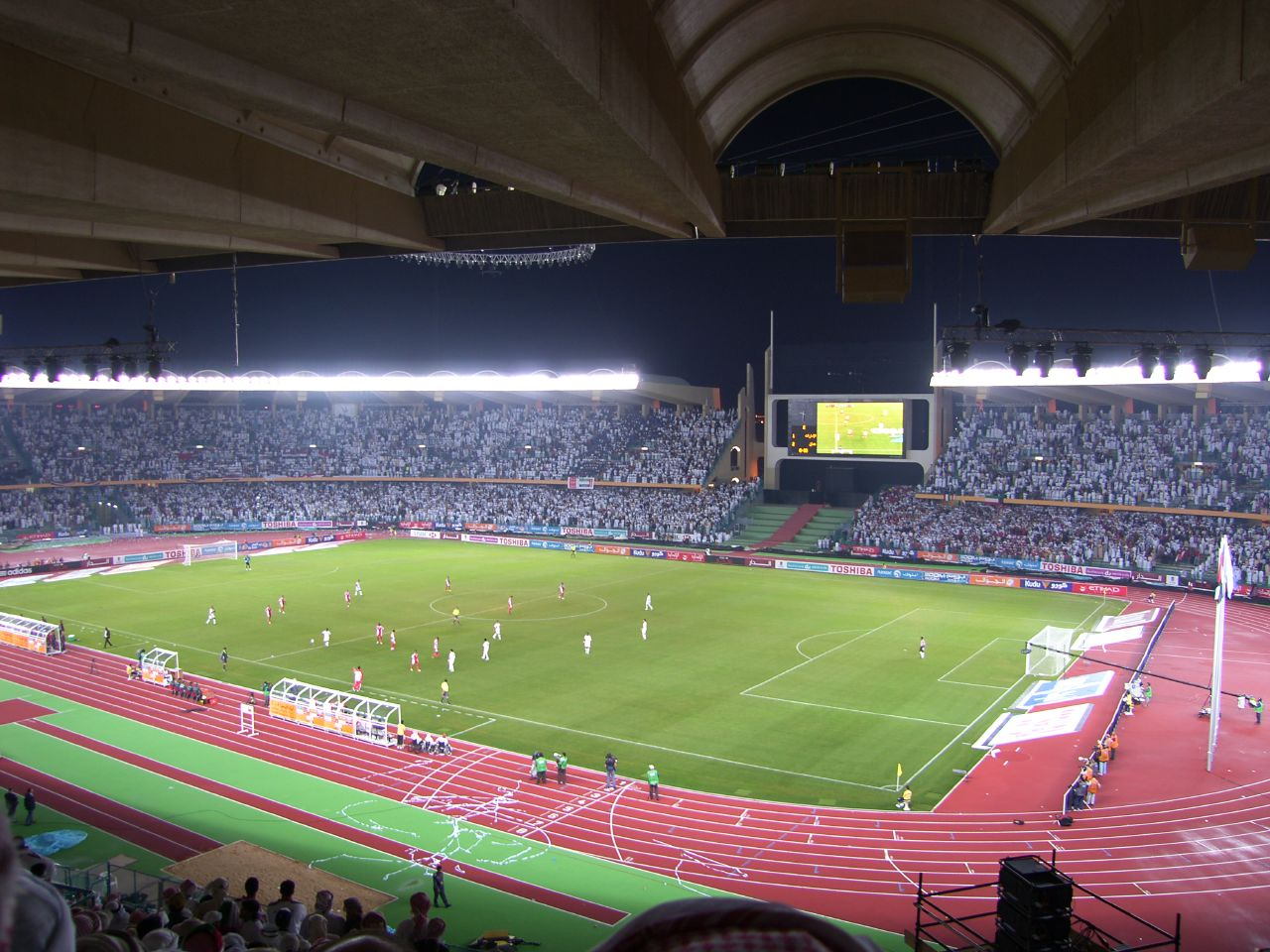
아부다비 소재 자예드 스포츠 시티 스타디움에서 결승전

2019년 AFC 아시안컵 결승전이 열리게 되는 경기장은 자에드 스포츠 시티 스타디움이다. 이 경기장은 43,000명의 관중을 수용할 수 있으며, UAE에서 가장 큰 경기장이다.

## 결승전까지의 경기
| 순위 | 팀             | 경기 | 승점 |
| ---- | -------------- | ---- | ---- |
| 1    | 일본           | 3    | 9    |
| 2    | 우즈베키스탄   | 3    | 6    |
| 3    | 오만           | 3    | 3    |
| 4    | 투르크메니스탄 | 3    | 0    |

| 순위 | 팀                     | 경기 | 승점 |
| ---- | ---------------------- | ---- | ---- |
| 1    | 카타르                 | 3    | 9    |
| 2    | 사우디아라비아         | 3    | 6    |
| 3    | 레바논                 | 3    | 3    |
| 4    | 조선민주주의인민공화국 | 3    | 0    |

## 경기

### 세부 사항
| 일본           | 1 – 3  | 카타르                                      |
| -------------- | ------ | ------------------------------------------- |
| - 미나미노 69′ | 리포트 | - 알리 12′ - 하팀 27′ - 아피프 83′ (페널티) |

| 일본 | 카타르 |

| GK              | 12 | 곤다 슈이치        |     |     |
| RB              | 19 | 사카이 히로키      | 86′ |     |
| CB              | 16 | 도미야스 다케히로  |     |     |
| CB              | 22 | 요시다 마야 (주장) | 82′ |     |
| LB              | 5  | 나가토모 유토      |     |     |
| RM              | 8  | 하라구치 겐키      |     | 62′ |
| CM              | 7  | 시바사키 가쿠      | 20′ |     |
| CM              | 18 | 시오타니 쓰카사    |     | 84′ |
| LM              | 21 | 도안 리쓰          |     |     |
| CF              | 15 | 오사코 유야        |     |     |
| CF              | 9  | 미나미노 다쿠미    |     | 89′ |
| 교체 선수:      |    |                    |     |     |
| FW              | 13 | 무토 요시노리      |     | 62′ |
| MF              | 14 | 이토 준야          |     | 84′ |
| MF              | 10 | 이누이 다카시      |     | 89′ |
| 감독:           |    |                    |     |     |
| 모리야스 하지메 |    |                    |     |     |

| GK            | 1  | 사드 알시브            |       |       |
| CB            | 15 | 바삼 알라위            |       |       |
| CB            | 16 | 부알렘 쿠키            |       | 61′   |
| CB            | 4  | 타레크 살만            |       |       |
| RWB           | 2  | 호호                   | 90+3′ |       |
| LWB           | 3  | 압델카림 하산          |       |       |
| CM            | 10 | 하산 알하이도스 (주장) |       | 74′   |
| CM            | 6  | 압둘아지즈 하팀        |       |       |
| CM            | 23 | 아심 마디보            |       |       |
| CF            | 11 | 아크람 아피프          | 84′   |       |
| CF            | 19 | 알무이즈 알리          |       | 90+6′ |
| 교체 선수:    |    |                        |       |       |
| MF            | 14 | 살렘 알하지리          |       | 61′   |
| MF            | 12 | 카림 부디아프          |       | 74′   |
| FW            | 7  | 아흐메드 알라엘딘      |       | 90+6′ |
| 감독:         |    |                        |       |       |
| 펠릭스 산체스 |    |                        |       |       |

| 맨 오브 더 매치: 아크람 아피프 (카타르) 부심: 압두하미둘로 라술로프 (우즈베키스탄) 자홍기르 사이도프 (우즈베키스탄) 대기심: 마닝 (중국) 비디오 판독심: 파올로 발레리 (이탈리아) 보조 비디오 판독심: 무하맛 타키 (싱가포르) 크리스 비스 (오스트레일리아) | 경기 규정 - 90분 - 필요시 연장전 30분. - 연장전 후에도 동점시 승부차기. - 최대 3명 교체 가능. |

## 같이 보기
- 2019년 AFC 아시안컵 결선 토너먼트